# Wereldkampioenschappen openwaterzwemmen 2013
De wereldkampioenschappen openwaterzwemmen 2013 werden van 20 tot en met 26 juli 2013 gehouden in het  Moll de la Fusta in Barcelona, Spanje. Het toernooi was integraal onderdeel van de wereldkampioenschappen zwemsporten 2013.

## Programma
| Onderdeel       | Juli | Juli | Juli | Juli | Juli | Juli | Juli |
| Onderdeel       | 20   | 21   | 22   | 23   | 24   | 25   | 26   |
| --------------- | ---- | ---- | ---- | ---- | ---- | ---- | ---- |
| 5 km (m)        | Goud |      |      |      |      |      |      |
| 10 km (m)       |      |      | Goud |      |      |      |      |
| 25 km (m)       |      |      |      |      |      |      | Goud |
|                 |      |      |      |      |      |      |      |
| 5 km (v)        | Goud |      |      |      |      |      |      |
| 10 km (v)       |      |      |      | Goud |      |      |      |
| 25 km (v)       |      |      |      |      |      |      | Goud |
|                 |      |      |      |      |      |      |      |
| Landenwedstrijd |      |      |      |      |      | Goud |      |
| Totaal          | 2    |      | 1    | 1    |      | 1    | 2    |

## Medailles

### Mannen
| Onderdeel | Goud | Goud               | Zilver | Zilver         | Brons | Brons            |
| --------- | ---- | ------------------ | ------ | -------------- | ----- | ---------------- |
| 5 km      | TUN  | Oussama Mellouli   | CAN    | Eric Hedlin    | GER   | Thomas Lurz      |
| 10 km     | GRE  | Spyridon Giannotis | GER    | Thomas Lurz    | TUN   | Oussama Mellouli |
| 25 km     | GER  | Thomas Lurz        | BEL    | Brian Ryckeman | RUS   | Jevgeni Dratsjev |

### Vrouwen
| Onderdeel | Goud | Goud             | Zilver | Zilver            | Brons | Brons             |
| --------- | ---- | ---------------- | ------ | ----------------- | ----- | ----------------- |
| 5 km      | USA  | Haley Anderson   | BRA    | Poliana Okimoto   | BRA   | Ana Marcela Cunha |
| 10 km     | BRA  | Poliana Okimoto  | BRA    | Ana Marcela Cunha | GER   | Angela Maurer     |
| 25 km     | ITA  | Martina Grimaldi | GER    | Angela Maurer     | USA   | Eva Fabian        |

### Gemengd
| Onderdeel       | Goud | Goud                                          | Zilver | Zilver                                                  | Brons | Brons                                         |
| --------------- | ---- | --------------------------------------------- | ------ | ------------------------------------------------------- | ----- | --------------------------------------------- |
| Landenwedstrijd | GER  | Thomas Lurz Christian Reichert Isabelle Härle | GRE    | Antonios Fokaidis Spyridon Gianniotis Kalliopi Araouzou | BRA   | Luiz Arapiraca Samuel de Bona Poliana Okimoto |

### Medaillespiegel
| Plaats | Land             | Goud | Zilver | Brons | Totaal |
| 1      | Duitsland        | 2    | 2      | 2     | 6      |
| 2      | Brazilië         | 1    | 2      | 2     | 5      |
| 3      | Griekenland      | 1    | 1      | 0     | 2      |
| 4      | Tunesië          | 1    | 0      | 1     | 2      |
| 4      | Verenigde Staten | 1    | 0      | 1     | 2      |
| 6      | Verenigde Staten | 1    | 0      | 0     | 1      |
| 7      | België           | 0    | 1      | 0     | 1      |
| 7      | Canada           | 0    | 1      | 0     | 1      |
| 9      | Rusland          | 0    | 0      | 1     | 1      |
| Totaal | Totaal           | 7    | 7      | 7     | 21     |